# 大辰巳島
大辰巳島（おおたつみじま）は、徳島県海部郡美波町木岐に位置する無人島。室戸阿南海岸国定公園に属する。

## 地理
阿瀬比ノ鼻のすぐ沖合に浮かぶ無人島。面積は約0.007km2。
由岐漁港から眺める三角形をした大辰巳島と小辰巳島が並ぶ景観が非常に印象的である。
島の全周が岩壁になっていていて、岩棚にハヤブサが営巣している。

## 登山史
- 2022年5月、小阪健一郎らが西壁を登って島の最高地点に登頂した[3]。
- 2023年10月、小阪健一郎らが南壁を登って登頂し、同日東壁も登った[3]。